# ونسا وایت
ونسا وایت (انگلیسی: Vanessa White؛ زادهٔ ۳۰ اکتبر ۱۹۸۹) یک موسیقی‌دان است. وی از سال ۲۰۰۶ میلادی تاکنون مشغول فعالیت بوده‌است.
او عضو گروه د ستردیز است.